# Standon (Hertfordshire)
Pour les articles homonymes, voir Standon.
Standon est un village et une paroisse civile du Hertfordshire, en Angleterre. Il est situé dans l'est du comté, à une dizaine de kilomètres à l'ouest de la ville de Bishop's Stortford. Administrativement, il relève du district du East Hertfordshire. Au recensement de 2011, il comptait 4 335 habitants et au recensement de 2021, il comptait 4 676 habitants.